# Blaenau Gwent
Blaenau Gwent et county borough i det sydvestlige Wales. Det grænser op til Monmouthshire og Torfaen mod øst, Caerphilly mod vest og Powys mod nord. De største byer er Abertillery, Brynmawr, Ebbw Vale og Tredegar.
Det højeste punkt er Coity Mountain med 578 moh.
I 2017 havde countiet 70.020 indbyggere.
Ifølge en folketælling fra 2011 kan 5,5% af countiets befolkning (ca. 3.705 personer) tale, læse og skrive walisisk, mens 7,8%, eller 5.284 beboere blot kan tale walisisk. Ved samme folketælling havde Blaenau Gwent det højeste niveau af fattigdom blandt børn i Wales.